# MH-6 Little Bird
MH-6 Little Bird (укр. «Літтл Берд»; також відомий на прізвисько «Вбивче яйце» (англ. Killer Egg)) — американський легкий багатоцільовий вертоліт, призначений для виконання різнорідних спеціальних задач тактичного рівня (легкий вертоліт спостереження, вертоліт передового авіаційного контролю, далекої авіаційної підтримки, спеціального патрулювання, перевезення особового складу та транспортування невеликих військових вантажів, а також для евакуації поранених та інфільтрації/ексфільтрації операторів сил спеціальних операцій.
Вертоліт розроблявся на основі модифікованого OH-6A «Коуз», й виявився настільки успішним, що став базою для серії вертольотів типу MD 500 «Дефендер» і AH-6.

## Історія
Розробка вертольотів спеціального призначення типу A/MH-6 розпочалася у 1960 році, коли керівництво армії США визначило параметри конкурсу на створення багатоцільового вертольоту, так званого легкого вертольоту спостереження (англ. Light Observation Helicopter (LOH), що мусив сполучувати характеристики транспортного засобу, виконання завдань щодо повітряної підтримки та забезпечення авіаційного прикриття, евакуації поранених й спостереження. У конкурсі взяло участь 12 американських компаній, фіналістами вийшли «Fairchild-Hiller» та «Bell», однак пізніше до них приєднався варіант компанії «Hughes».
27 лютого 1963 у повітря злетів перший прототип гелікоптера «Model 369» або «YHO-6A» за армійською кваліфікацією. Під час випробувань 5 екземплярів компанії «Hughes» виграли у своїх конкурентів і з травня 1965 армія США розпочала закупівлю цих вертольотів. Первинне замовлення було на 714 одиниць, але згодом кількість гелікоптерів збільшили до 1 300.
Поступово вертоліт довів свою високу надійність й на його базовій основі було розроблено декілька варіантів. Так, для сил спеціальних операцій розробили дві класичні версії: варіант вертольоту вогневої підтримки AH-6C «Little Bird» та багатоцільовий транспортний MH-6B, що може перевозити до 6 озброєних та відповідно оснащених операторів ССО для проведення інфільтрації/ексфільтрації при виконанні завдань спеціальних операцій. Вертоліт також може оснащуватися обладнанням для перевезення до 3-х озброєних вояків на зовнішній підвісці з кожного борту.

## Варіанти
- AH-6C — ударний вертоліт сил спеціальних операцій; модернізована версія OH-6A, озброєна різнорідним озброєнням від ракет до кулеметів для безпосередньої підтримки операторів ССО в місці проведення спецоперацій.
- EH-6E — вертоліт радіоелектронної боротьби сил спеціальних операцій, а також версія гелікоптера управління.
- MH-6E — покращена версія легкого ударного вертольоту для підрозділів сил спеціальних операцій армії США.
- AH-6F — варіант легкого ударного вертольоту для підрозділів сил спеціальних операцій армії.
- AH-6G — варіант легкого ударного вертольоту для підрозділів сил спеціальних операцій.
- MH-6H — багатоцільовий вертоліт для виконання різнорідних завдань ССО.
- AH/MH-6J — модифікована версія вертольоту для підрозділів ССО. Модернізований двигун, новітня апаратура інфрачервоного спостереження, GPS-обладнання/інерціальна навігаційна система.
- AH/MH-6M — модифікований варіант вертольоту MD 530 для підрозділів ССО. У 2015 році усі MH-6 мають бути модернізовані до стандартів MH-6M.
- A/MH-6X — безпілотна модель вертольоту AH/MH-6M для проведення спеціальних операцій.